# Козлов, Игорь (футболист, 1987)
Игорь Козлов (латыш. Igors Kozlovs; 26 марта 1987, Рига) — латвийский футболист, полузащитник.

## Биография
Воспитанник юношеских команд рижского «Сконто». В середине 2000-х годов начал привлекаться к играм дублирующего состава, игравшего в первой лиге. В 2007 году был отдан в аренду в «Олимп» и провёл свои первые матчи в высшей лиге. Летом того же года вернулся в «Сконто» и начал играть за основную команду. Бронзовый призёр чемпионата Латвии 2008 и 2009 годов. По итогам сезона 2009 года включен в символическую сборную 22 лучших игроков лиги на позиции центрального полузащитника. 1 ноября 2009 года сделал хет-трик в игре против рижской «Даугавы» (7:0). В 2009 году сыграл свои первые матчи в еврокубках, в первой же игре забил гол в ворота ирландского «Дерри Сити».
В 2010—2012 годах играл в Литве за середняка местного чемпионата «Шяуляй». В 2013 году перешёл в другой литовский клуб — «Экранас» (Паневежис), с которым завоевал бронзовые награды. Всего за четыре сезона в литовском чемпионате сыграл 89 матчей и забил 18 голов. В составе «Шяуляя» — автор гола в отборочном этапе Лиги Европы УЕФА в ворота эстонской «Левадии» (2012).
В 2014 году вернулся на родину и провёл сезон в составе юрмальского «Спартака». В 2015 году вернулся в «Сконто», с которым завоевал серебряные медали, однако по окончании сезона клуб обанкротился и футболист перешёл в РФС — сначала на правах аренды, а затем подписал полный контракт. В составе РФС не добивался успехов в чемпионате, но дважды выходил в полуфинал Кубка Латвии (2016/17, 2017). Затем играл за другие клубы, бывшие середняками высшей лиги — «Лиепая» и «Елгава». С «Елгавой» в 2019 году стал финалистом Кубка страны. По окончании сезона 2020 года объявлял о завершении карьеры, однако продолжил играть на любительском уровне за клубы низших лиг.
Всего в высшей лиге Латвии сыграл 205 матчей, забил 22 гола.
Вызывался в сборные Латвии младших возрастов. В национальную сборную вызывался в 2015 году, но в официальных матчах не играл.

## Достижения
- Серебряный призёр чемпионата Латвии: 2015
- Бронзовый призёр чемпионата Латвии: 2008, 2009
- Финалист Кубка Латвии: 2019
- Бронзовый призёр чемпионата Литвы: 2013